# Принія
Принія (Prinia) — рід горобцеподібних птахів родини тамікових (Cisticolidae). Представники цього роду мешкають в Африці і Азії.

## Опис
Принії — дрібні птахи з середньою довжиною тіла 11–16 см і середньою вагою — 5—21 г. Вони мають непримітне, коричневе або сіре забарвлення, іноді поцятковане темними смужками. Нижня частина тіла у них білувата. Деякі види під час гніздування змінюють забарвлення. Принії мають короткі крила, довгі, загострені хвости і тонкі, дещо вигнуті дзьоби, пристосовані до полювання на комах.
Принії мешкають на відкритих місцевостях, в густій траві і чагарникових заростях, де їх складно помітити. Вони переважно осілі. В негніздовий період принії можуть утворювати невеликі зграйки.

## Види
Виділяють двадцять дев'ять видів:
- Принія гірська, Prinia crinigera
- Prinia striata
- Принія бура, Prinia polychroa
- Prinia cooki
- Prinia rocki
- Принія чорногорла, Prinia atrogularis
- Принія білоброва, Prinia superciliaris[5]
- Принія сіроголова, Prinia cinereocapilla
- Принія рудолоба, Prinia buchanani
- Принія руда, Prinia rufescens
- Принія попеляста, Prinia hodgsonii
- Принія афро-азійська, Prinia gracilis
- Prinia lepida
- Принія джунглева, Prinia sylvatica
- Принія смугастокрила, Prinia familiaris
- Принія жовточерева, Prinia flaviventris
- Принія рудочерева, Prinia socialis
- Принія африканська, Prinia subflava
- Принія вохристобока, Prinia inornata
- Принія бліда, Prinia somalica
- Принія річкова, Prinia fluviatilis
- Принія чорновола, Prinia flavicans
- Принія плямистогруда, Prinia maculosa
- Принія жовтогруда, Prinia hypoxantha
- Принія сан-томейська, Prinia molleri
- Принія зеброва, Prinia bairdii
- Prinia melanops
- Принія рудокрила, Prinia erythroptera
- Принія пустельна, Prinia rufifrons

За результатами колекулярно-генетичного дослідження рудогуза (Laticilla burnesii) і болотяна принія (Laticilla cinerascens) були переведені до відновленого роду Laticilla в родині Pellorneidae.